# Popek

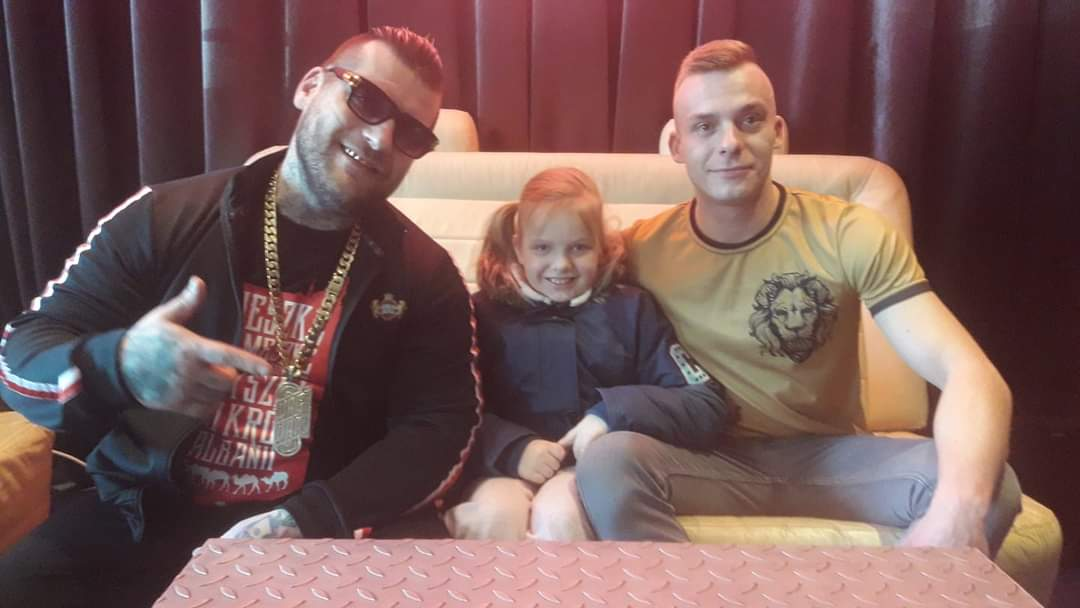
Popek (2018)

Popek (* 2. Dezember 1978 in Legnica, Polen, als Paweł Ryszard Mikołajuw; auch Popek Monster, Popek Rak und Dziecko Wojny) ist ein polnischer Rapper und Mixed-Martial-Arts-Kämpfer.

## Karriere
Im Jahr 2000 gründete er das musikalische Projekt Firma. 2006 zog er nach Großbritannien, wo er seine musikalische Karriere fortsetzte. Er kollaborierte mit polnischen und britischen Rappern wie Wiley und Peja.
Popek greift stilistisch auf Grime, Gangsta-Rap und Dubstep zurück.
Auf seinem Album Monster von 2013 verbindet Popek klassischen Hip-Hop mit Dubstep. Das Album brachte ihm eine Goldene Schallplatte in Polen und Tschechien ein.

## Diskografie

### Als Firma
- 2001: Pierwszy nielegal
- 2002: Z dedykacją dla ulicy
- 2005: Nielegalne rytmy
- 2008: Przeciwko kurestwu i upadkowi zasad
- 2011: Nasza broń to nasza pasja

### Als Popek

#### Alben
| Jahr | Titel Musiklabel                        | Höchstplatzierung, Gesamtwochen, AuszeichnungChartsChartplatzierungen (Jahr, Titel, Musiklabel, Platzierungen, Wochen, Auszeichnungen, Anmerkungen) | Anmerkungen                                                  |
| Jahr | Titel Musiklabel                        | PL | Anmerkungen                                                  |
| ---- | --------------------------------------- | --- | ------------------------------------------------------------ |
| 2007 | Wyjęty spod prawa Eigenveröffentlichung | — | Erstveröffentlichung: 27. Juli 2007                          |
| 2008 | Heavyweight EntyRecords                 | — | Erstveröffentlichung: 5. Juni 2008                           |
| 2013 | Monster WagWan Production / Prosto      | PL28 Gold · (1 Wo.)PL | Erstveröffentlichung: 11. Juni 2013 Verkäufe: + 18.500       |
| 2016 | Król albanii WagWan Production / Prosto | PL1 ×2Doppelplatin · (15 Wo.)PL | Erstveröffentlichung: 1. März 2016 Verkäufe: + 60.000        |
| 2016 | Sweet 17th Step Records                 | PL18 ×2Doppelplatin · (7 Wo.)PL | Erstveröffentlichung: 2016 Verkäufe: + 60.000                |
| 2017 | Trzech króli                            | PL5 (6 Wo.)PL | Erstveröffentlichung: 24. März 2017                          |
| 2017 | Lata 80                                 | PL22 (1 Wo.)PL | Erstveröffentlichung: 4. August 2017                         |
| 2018 | Dr Jekyll & Mr Hyde                     | PL14 (1 Wo.)PL | Erstveröffentlichung: 19. Oktober 2018                       |
| 2019 | Czarna Wołga                            | PL10 (2 Wo.)PL | Erstveröffentlichung: 14. Juni 2019                          |
| 2019 | Psychicznie nie do końca normalni       | PL— GoldPL | Erstveröffentlichung: 29. November 2019 mit DJ Omen & Motion |

#### Singles
| Jahr | Titel Album            | Höchstplatzierung, Gesamtwochen, AuszeichnungChartsChartplatzierungen (Jahr, Titel, Album, Platzierungen, Wochen, Auszeichnungen, Anmerkungen) | Anmerkungen |
| Jahr | Titel Album            | PL | Anmerkungen |
| --- | ---------------------- | --- | ----------- |
| Folgende Lieder erschienen nicht als Single, wurden aber durch das Album zum Download und Streaming bereitgestellt und konnten somit eine Platzierung erlangen: |                        | |             |
| |                        | |             |
| 2016 | Wodospady Król albanii | PL42 a Diamant · (4 Wo.)PL | mit Matheo  |

Weitere Singles
- 2018: Król albanii (PL: Diamant)
- 2019: Welcome in the Hell (PL: Gold)
- 2019: Jak ptat (PL: Gold)
- 2020: Prawie 4 dychy (PL: Gold)
- 2020: W stronę słońca (PL: Gold)
- 2020: Mietek Materialista (PL: Gold)
- 2020: Polombia (feat. Chika Toro, PL: Gold)
- 2020: It’s My Life (mit Claysteer, Dr. Alban, PL: Gold)

## popek
- Popek Rak in der Datenbank von Sherdog (englisch)

| Personendaten    | Personendaten                                                           |
| ---------------- | ----------------------------------------------------------------------- |
| NAME             | Popek                                                                   |
| ALTERNATIVNAMEN  | Popek Monster (Pseudonym); Wojny, Dziecko; Rak, Paweł (wirklicher Name) |
| KURZBESCHREIBUNG | polnischer Rapper                                                       |
| GEBURTSDATUM     | 2. Dezember 1978                                                        |
| GEBURTSORT       | Legnica                                                                 |